# Okruch skalny
Okruchy skalne - drobiny lub części skały, powstałe na skutek rozkruszenia się skały lub jej mechanicznego rozpadu. Okruchy skalne mogą przybierać różne kształty oraz osiągać różne wielkości np: piasek, głazy. Stosunkowo niewielkich rozmiarów okruchy mogą być przemieszczane przez wiatr, spływ epizodyczny, rzeki, lodowiec.